# Кардиналы-выборщики на Конклаве 1689 года
| Страна                                      | Количество выборщиков |
| ------------------------------------------- | --------------------- |
| Итальянские государства                     | 45                    |
| Франция                                     | 5                     |
| Испания                                     | 3                     |
| Священная Римская империя и Речь Посполитая | 2                     |
| Англия и Португалия                         | 1                     |

Следующие кардиналы-выборщики участвовали в Папском Конклаве 1689 года. Список кардиналов-выборщиков приводятся по географическим регионам и в алфавитном порядке.
Папа Иннокентий XI скончался 12 августа 1689 года. Его преемником 6 октября 1689 года был избран кардинал Пьетро Вито Оттобони, который принял имя Александр VIII. Когда Папа скончался, Священная Коллегия кардиналов насчитывала шестьдесят членов. Один кардинал скончался во время Sede Vacante: Анджело Мария Рануцци, архиепископ Болоньи, который умер в Фано 27 сентября 1689 года, а восемь кардиналов отсутствовали. Кардиналам Джулио Спинола и Джанфранческо Негрони пришлось покинуть конклав из-за болезни. Король Испании наложил вето на избрание кардинала Лоренцо Бранкати, O.F.M. Conv.. В финальном туре голосования проголосовали сорок девять кардиналов.
В Священной Коллегии кардиналов присутствовали следующие кардиналы-выборщики, назначенные:
- 4 — папой Иннокентием X;
- 8 — папой Александром VII;
- 4 — папой Климентом IX;
- 10 — папой Климентом X;
- 34 — папой Иннокентием XI.

## Римская Курия
1. Джакомо де Анджелис, кардинал-священник с титулярной церковью Санта-Мария-ин-Арачели;
2. Фульвио Асталли, кардинал-дьякон с титулярной диаконией Санта-Мария-ин-Козмедин;
3. Никколо Аччайоли, апостольский легат в Ферраре;
4. Федерико Бальдески Колонна, префект Священной Конгрегации Тридентского Собора;
5. Карло Барберини, кардинал-протопресвитер, архипресвитер патриаршей Ватиканской базилики, префект Священной Конгрегации фабрики святого Петра;
6. Антонио Бики, кардинал-епископ Палестрины, администратор Озимо;
7. Лоренцо Бранкати, O.F.M. Conv., библиотекарь Святой Римской Церкви;
8. Франческо Буонвизи, апостольский нунций в Австрии (не участвовал в Конклаве).
9. Эммануэль-Теодоз де ла Тур д’Овернь де Буйон, великий раздатчик милостыни Франции;
10. Филипп Томас Говард, O.P., камерленго Священной Коллегии кардиналов, архипресвитер патриаршей Либерийской базилики;
11. Раймондо Капицукки, O.P., кардинал-священник с титулярной церковью Санта-Мария-дельи-Анджели;
12. Гаспаре Карпенья, префект Священной Конгрегации по делам епископов и монашествующих, генеральный викарий Рима, префект Священной Конгрегации церковного иммунитета;
13. Джироламо Касанате, кардинал-священник с титулярной церковью Санти-Нерео-эд-Акиллео;
14. Флавио Киджи старший, кардинал-епископ Альбано, архипресвитер патриаршей Латеранской базилики, префект Священной Конгрегации границ;
15. Леандро Коллоредо, Orat., великий пенитенциарий;
16. Франческо Майдалькини, кардинал-протодьякон;
17. Галеаццо Марескотти, кардинал-священник с титулярной церковью Санти-Кирико-э-Джулитта;
18. Пьетро Вито Оттобони, кардинал-епископ Порто и Санта Руфина, вице-декан Коллегии кардиналов (был избран папой римским и выбрал имя Александр VIII);
19. Опицио Паллавичини, апостольский легат в Урбино;
20. Палуццо Палуцци Альтьери дельи Альбертони, кардинал-епископ Сабины, камерленго, префект Священной Конгрегации Индекса, префект Священной Конгрегации Пропаганды Веры;
21. Бенедетто Памфили, O.S.Io.Hieros, префект Верховного Трибунала Апостольской Сигнатуры справедливости;
22. Хосе Саэнс де Агирре, O.S.B., кардинал-священник с титулярной церковью Санта-Бальбина;
23. Фабрицио Спада, кардинал-священник с титулярной церковью Сан-Кризогоно;
24. Джамбаттиста Спинола старший, про-губернатор Рима;
25. Джакомо Францони, кардинал-епископ Фраскати, епископ Камерино;
26. Альдерано Чибо, кардинал-епископ Остии и Веллетри, декан Коллегии кардиналов, государственный секретарь Святого Престола, секретарь Верховной Священной Конгрегации Римской и Вселенской Инквизиции, про-префект Священной Конгрегации обрядов;
27. Сезар д’Эстре, кардинал-священник с титулярной церковью Сантиссима-Тринита-аль-Монте-Пинчо.

## Европа

### Итальянские государства

#### Папская область
1. Маркантонио Барбариго, архиепископ-епископ Монтефьясконе и Корнето;
2. Ян Казимир Денгоф, епископ Чезены;
3. Джанфранческо Джинетти, архиепископ Фермо;
4. Марчелло Дураццо, архиепископ-епископ Карпантры (не участвовал в Конклаве);
5. Джанниколо Конти, архиепископ-епископ Анконы и Нуманы;
6. Доменико Мария Корси, епископ Римини, апостольский легат в Романье;
7. Савио Миллини, епископ-архиепископ Орвието;
8. Джованни Франческо Негрони, епископ Фаэнцы, апостольский легат в Болонье[1];
9. Франческо Нерли младший, архиепископ-епископ Ассизи;
10. Пьер Маттео Петруччи, Orat., епископ Ези;
11. Урбано Саккетти, епископ Витербо и Тосканелла;
12. Карло Черри, епископ-архиепископ Феррары.

#### Неаполитанское королевство
1. Гаспаро Кавальери, архиепископ Капуи;
2. Фортунато Иларио Карафа делла Спина, епископ Аверсы;
3. Винченцо Мария Орсини, O.P., архиепископ Беневенто;
4. Антонио Пиньятелли, архиепископ Неаполя.

#### Венецианская республика
1. Грегорио Барбариго, епископ Падуи;
2. Джованни Дольфин, патриарх Аквилеи.

#### Республика Лукка
1. Джулио Спинола, епископ-архиепископ Лукки[2];

#### Миланское герцогство
1. Федерико Висконти, архиепископ Милана;
2. Карло Стефано Анастасио Чичери, епископ Комо.

#### Герцогство Модена и Реджо
1. Ринальдо д’Эсте, кардинал-дьякон с титулярной диаконией Санта-Мария-делла-Скала.

#### Великое герцогство Тосканское
1. Франческо Мария Медичи, кардинал-дьякон с титулярной диаконией Санта-Мария-ин-Домника.

### Франция
1. Пьер де Бонзи, архиепископ Нарбонны;
2. Этьен Ле Камю, епископ Гренобля (не участвовал в Конклаве);
3. Вильгельм Эгон фон Фюрстенберг, епископ Страсбурга.

### Испания
1. Педро де Саласар Гутьеррес де Толедо, O. de M., епископ Кордовы (не участвовал в Конклаве);
2. Луис Мануэль Фернандес де Портокарреро, архиепископ Толедо (не участвовал в Конклаве).

### Священная Римская империя
1. Иоганн фон Гоэс, епископ Гурка (не участвовал в Конклаве)[3];
2. Леопольд Карл фон Коллонич, епископ Дьёра.

### Португалия
1. Вериссиму де Ленкастри, генеральный инквизитор Португалии (не участвовал в Конклаве).

### Речь Посполитая
1. Августин Михал Стефан Радзиевский, архиепископ Гнезно и примас Польши (не участвовал в Конклаве).